# استاد تیمورتاش
استاد تیمورتاش روستایی از توابع بخش مرکزی شهرستان بجنورد در استان خراسان شمالی ایران است.

## جمعیت
این روستای بسیار زیبا با انواع میوه ها در دره ای زیباقرار دارد تاریخچه این روستا به قبل از ورود اسلام و همزمان با ورود ترکهای آسیایی برمیگردد که در محلی نزدیک به روستا بنام قلعه جق آثار روستایی باستانی و تکه سفالهای قدیمی موجود است  و براساس سرشماری مرکز آمار ایران در سال ۱۳۸۵، جمعیت آن ۲۷۳ نفر (۸۰خانوار) بوده‌است توضیح اینکه بخشی از اهالی روستا در زمانهای گذشته به روستای نردین کوچیده اند روستای کنونی از سال 1379 مسکونی شده است قبل از زلزله سال 1376 روستا در دره تیمورتاش و شامل دو روستا با نامهای استاد تیمورتاش و حصار تیمورتاش در زمینی شیب و با ساختار پلکانی و روبروی هم بود و در اثر زلزله و تخریب و عدم همکاری مسئولان اهالی ناچار به کوچ از روستای آبائ و اجدادی و سکونت در کنار جاده شدند هم اکنون آثار حمام قدیمی روستا و آسیابهای آبی در محل روستای قدیمی و خانه های کاهگلی متروک و خراب شده قابل مشاهده است.